# 諾布爾斯維爾鎮區 (印地安納州漢密爾頓縣)
諾布爾斯維爾鎮區（英語：Noblesville Township）是位於美國印地安納州漢密爾頓縣的一個行政鎮區。

## 地方資料
根據2010年美國人口普查的數據，諾布爾斯維爾鎮區的面積為127.20平方千米，當中陸地面積為121.30平方千米，而水域面積為5.90平方千米。當地共有人口50564人，而人口密度為每平方千米397.52人。